# Дихов, Фредерик
Фредерик Дихов (дат. Frederik Dichow; род. 1 марта 2001, Войенс, Южная Ютландия) — датский хоккеист, вратарь.

## Карьера
Начинал свою карьеру в родном клубе «Войенс». В 2019 году переехал в Швецию, где Дихов выступал за молодежный состав клуба «Мальмё Редхокс». Не пройдя в его основу, Дихов вернулся на родину: там он играл на правах аренды. В сезоне 2021/22 голкипер дебютировал в Шведской элитной серии за «Рёгле».

### В сборной
Фредерик Дихов выступал за юниорскую и молодежную сборную страны. В мае 2021 года в качестве третьего вратаря он входил в состав главной национальной команды на чемпионат мира в Риге.
В январе 2022 года голкипер попал в заявку датчан на Олимпийские игры в Пекине.

## Семья
Старший брат Фредерика Густав Дихов (род. 2000) также является хоккеистом. Он выступал на позиции защитника за «Войенс» и привлекался в юниорскую сборную Дании.